# Сандо, Жюль
Жюль Сандо́ (фр. Léonard Sylvain Julien Sandeau; 1811—1883) — французский беллетрист, член Французской академии.
По образованию юрист; был близким другом Жорж Санд, в сотрудничестве с которой написал свой первый роман «Rose et Blanche» (1831). В своих дальнейших многочисленных романах усвоил себе более умеренный тон и отчасти даже религиозно-католический дух; они отличаются прекрасным слогом и тонким чувством природы.
Он написал: «Madame de Sommerville» (1834), «Marianna» (1840), «Le docteur Herbeau» (1841), «Fernand» (1844), «Catherine» (1846), «Valcreuse» (1846), «M-lle de la Seiglière» (1848, рус. перев., СПб., 1858), «Madeleine» (1848), «Un héritage» (1849, рус. перев., СПб., 1858), «Sacs et parchemins» (1851, рус. перев., СПб., 1859), «La maison de Penarvan» (1858, русск. перев., СПб., 1868), «Un début dans la magistrature» (1862), «La roche aux mouettes» (1871), «J. de Thommeray» (1873).
Многие из этих романов Сандо успешно переделывал для сцены. Громадным успехом пользовалась пьеса: «Le gendre de M. Poirier» («Зять господина Пуарье») (1854), написанная им в сотрудничестве с Ожье.